# Zebrida brevicarinata
Zebrida brevicarinata is een krabbensoort uit de familie van de Pilumnidae. De wetenschappelijke naam van de soort is voor het eerst geldig gepubliceerd in 1999 door Ng & D. G. B. Chia.